# Klarlweiher
Der Klarlweiher ist ein künstliches Gewässer bei Haimhausen, Landkreis Dachau, Oberbayern, das im 17. Jahrhundert entstanden ist.
Er staut einen Graben südlich von Haimhausen.
Neben dem größeren See befindet sich noch ein kleinerer Weiher etwas oberhalb.
Der Abfluss mündet schließlich in den Mühlbach.
Der Klarlweiher wird von Anglern genutzt.
Früher wurde im Winter Eis aus dem Klarlweiher geschnitten zur Kühlung einer Brauerei.